# Campanula kermanica
Campanula kermanica är en klockväxtart som först beskrevs av Rech.f., Aellen och Esfandiar Esfandiari, och fick sitt nu gällande namn av Karl Heinz Rechinger. Campanula kermanica ingår i släktet blåklockor, och familjen klockväxter. Inga underarter finns listade i Catalogue of Life.